# Zygia heteroneura
Zygia heteroneura là một loài thực vật có hoa trong họ Đậu. Loài này được Barneby & J.W.Grimes miêu tả khoa học đầu tiên.